# 新切爾涅希納
49°3′55″N 35°37′44″E / 49.06528°N 35.62889°E
新切爾涅希納（烏克蘭語：Нова Чернещина），是烏克蘭東部的村莊，隸屬哈爾科夫州的別列斯京區。該村始建於1908年，面積2平方公里，海拔高度90米，2001年人口544，人口密度每平方公里272人。